# 天野はな
天野 はな（あまの はな、1995年9月1日 - ）は、日本の女優。愛知県出身。明治大学文学部文学科演劇学専攻卒業。FMG所属。

## 人物
特技はクラシックバレエ。

## 出演

### 舞台
- SNATCH vol.10「プロジェクトB」（2016年8月10日 - 17日）[3]
- ピンク・リバティ Vol.3「人魚の足」（2017年6月28日 - 7月3日）[4][5]
- イキウメ「散歩する侵略者」（2017年10月27日 - 11月19日、23日－26日、12月3日）[6]
- こまつ座「イーハトーボの劇列車」[7]
- PARCOプロデュース 2019「転校生」（2019年8月17日 - 27日）[8]
- オイディプス（2019年10月7日 - 27日）[9]
- もはやしずか (2022年4月2日 - 17日、シアタートラム)
- ようこそ、ミナト先生（2022年6月4日 - 7月3日）[10]
- 「守銭奴　ザ・マネー・クレイジー」　作：モリエール　演出：シルヴィウ・プルカレーテ
- 「桜の園」　作：アントン・チェーホフ　演出：ショーン・ホームズ
- 季節はずれの雪（2023年12月7日 - 17日）[11]
- 太鼓たたいて笛ふいて（2024年11月1日 - 12月25日〈予定〉）[12]
- 陽気な幽霊（2025年5月 - 6月） - エディス 役[13]

### テレビドラマ
- 暇なJD・三田まゆ 〜今夜、私と“優勝”しませんか♥〜（2017年12月27日、テレビ朝日）
- 家政夫のミタゾノ 第4話（2018年5月11日、テレビ朝日） - 沢口真奈美 役[14]
- ワンダーウォール〜京都発地域ドラマ〜（2018年7月25日、 NHK BSプレミアム）
- ワカコ酒 Season4 第10話（2019年3月11日、BSテレ東）
- 英雄たちの選択SP 大奥贈答品日記〜トップレディーが記した幕末舞台裏〜（2019年9月29日、NHK BSプレミアム）
- 螢草 菜々の剣 第5話 - 第7話（2020年2月22日 - 3月21日、NHK BSプレミアム）
- 年下彼氏 第5話「机上の恋論」（2020年4月25日、ABC・朝日放送テレビ） - ヒロイン・佐倉美晴 役[15]
- そして、ユリコは一人になった（2020年3月6日 - 4月24日、関西テレビ） - 筒見友里子 役[16]
- 警視庁・捜査一課長 2020 第10話（2020年7月9日、テレビ朝日）
- 相棒 season19 第17話（2021年2月24日、テレビ朝日） - 田崎由衣 役
- ラジエーションハウスII〜放射線科の診断レポート〜 第5話（2021年11月1日、フジテレビ）
- 金田一少年の事件簿 第1話（2022年4月24日、日本テレビ） - 青山ちひろ 役[17]
- 17才の帝国 最終話（2022年6月4日、NHK総合） - 篠宮 役
- エルピス-希望、あるいは災い- 第1話（2022年10月24日、関西テレビ・フジテレビ） - 木嶋 役
- ガチ恋粘着獣 第6話 - 最終話（2023年5月14日 - 6月11日、朝日放送テレビ） - はるみ 役
- Dr.チョコレート 第9話（2023年6月17日、日本テレビ） - 岡田英玲奈 役
- パンドラの果実〜科学犯罪捜査ファイル〜 最新章SP （2024年6月16日、日本テレビ）[18]
- あなたを奪ったその日から 第1話（2025年4月21日、関西テレビ・フジテレビ） - 料理教室講師 役[19]
- 特捜9 final season 第3話（2025年4月23日、テレビ朝日） - 小川静香 役[20]

### ラジオドラマ
- FMシアター（NHK-FM）
  - 『ロゼットの朝』（2023年2月11日）[21] - 鈴木 役

### 配信ドラマ
- 夫のちんぽが入らない 第2話（2019年3月20日、FOD・Netflix）
- 大人の恋愛地図 Supported by 東京カレンダー（2021年11月25日、ABEMA） - みな 役
- First Love 初恋（2022年11月24日、Netflix） - 瀬尾一葉 役
- パンドラの果実〜科学犯罪捜査ファイル〜 Season3 第4話・第5話（2024年7月7日・14日、Hulu） - 小泉晴美 役[18]

### 映画
- 午前0時、キスしに来てよ（2019年12月6日）
- 滑走路（2020年11月20日） - 光井まひる 役
- 彼女来来（2021年6月18日） - ヒロイン・マリ 役[22]
- ミンナのウタ（2023年8月11日）[23]
- バジーノイズ（2024年5月3日） - 千尋 役[24]
- Chime（2024年8月2日） - 菱田明美 役[25]
- Good Luck（2025年12月公開予定） - 砂原未希 役[26]

### CM
- ハナマルキ「液体塩こうじ」
- Supercell「クラッシュ・ロワイヤル」ハマった2人篇
- JA共済メアリのように篇
- カネボウ化粧品 suisai「わたしのままで」（WEB）
- KLMオランダ航空「HAPPY BIRTHDAY」(WEB）
- モンスターストライク　モンストサスペンス劇場
- 西武鉄道（グラフィック）
- 福島民報社「ゴンちゃん一家、避難する〜津波てんでんこ〜」（WEBナレーション）
- アイリスオーヤマ ドラム式洗濯機 / デザイン家電／ 充電式サイクロンスティッククリーナー（2021年2月20日 - ）[27]
- ことり不動産
- 「TVer(ティーバー)」名作ドラマ喫茶篇
- サントリー　金麦「今日も帰る（彼女）」篇
- パナソニック　noiful「ノイフル、ついてますか？」篇
- RIZAPグループ chocoZAP「ラーメンライス」篇
- 一般財団法人日本宝くじ協会 クイックワン「最後のお願い」篇 / 「どんな時も」篇
- 雪印メグミルク　乳酸菌ヘルベ「なんでだろう 秋・テツトモ」篇／「なんでだろう 秋・親子 」篇
- CORONA　NOILHEAT「電気代の心配」篇（WEB）
- Geppo「なんでっすか、先輩」篇（WEB)
- 楽天グループ 楽天市場「母の日ギフト・プレゼント特集2024」
- 第一三共ヘルスケア　ミノン「寄り添ってきた想い」篇　／「新米ママパパ」篇
- キリン　一番搾り生ビール「夏が来る」篇
- 三井不動産「三井のすずちゃん　すまいの相談」篇
- JTB「タビタミン足りてますか？ 海外旅行」篇
- ソニー生命保険「挑戦」篇
- キッコーマン ソイフーズ　SoyBody「Let’sオフィササイズ」篇
- レイクALSA「ハッピーバースデー」篇／WebCM
- ピップ ピップエレキバン（WEB）
- サードウェーブ　ドスパラプラス
- 愛知製鋼「鋼太郎篇」（2025年4月7日 - ）-   吉田鋼太郎と共演

### ミュージック・ビデオ
- 山猿「ひとりぼっちの夜に」（2019年）[28]
- ポルカドットスティングレイ「青い」（2021年）[29]